# تفجير جدة 2009
تفجير جدة هو تفجير انتحاري وقع في مدينة جدة في 27 أغسطس 2009 الموافق 6 رمضان 1430 هـ نفذه أحد أفراد تنظيم القاعدة في جزيرة العرب في اليمن وهو عبدالله حسن عسيري وهو مواطن سعودي وأحد الأشخاص الموجودين في قائمة ال85 المطلوبين لوزارة الداخلية السعودية، وكان الهدف من التفجير هو اغتيال الأمير محمد بن نايف بن عبد العزيز آل سعود مساعد وزير الداخلية آنذاك لكن التفجير إنتهى بإصابته بإصابات طفيفة و مقتل الانتحاري وكان الانتحاري عبد الله عسيري إدعى أنه يريد تسليم نفسه للأمير محمد بن نايف شخصيا في قصره بمدينة جدة أثناء إستقباله المهنئين بدخول شهر رمضان وقام بإخفاء القنبلة داخل جسده وبالتحديد داخل فتحة الشرج وإنفجرت القنبلة عن بعد عن طريق هاتف محمول من اليمن 